# Cry of the City
Cry of the City (bra Uma Vida Marcada) é um filme policial noir estadunidense de 1948, dirigido por Robert Siodmak. O roteiro de Richard Murphy e Ben Hecht (não creditado) se baseou no romance de 1947 de autoria de Henry Edward Helseth, The Chair for Martin Rome. Houve locações na cidade de Nova Iorque.

## Elenco
|  | Victor Mature como Tenente Candella |  | Richard Conte como Martin Rome         |
|  | Fred Clark como Tenente Collins     |  | Shelley Winters como Brenda Martingale |
|  | Debra Paget como Teena Ricante      |  | Berry Kroeger como W. A. Niles         |

Outros
| Ator              | Personagem                |
| ----------------- | ------------------------- |
| Betty Garde       | Enfermeira Pruett         |
| Tommy Cook        | Tony Rome                 |
| Hope Emerson      | Rose Givens, a massagista |
| Roland Winters    | Ledbetter                 |
| Walter Baldwin    | Orvy                      |
| June Storey       | Senhorita Boone           |
| Tito Vuolo        | Papa Rome                 |
| Mimi Aguglia      | Mama Rome                 |
| Konstantin Shayne | Dr.Veroff                 |
| Howard Freeman    | Sullivan                  |
| Kathleen Howard   | Mãe da Enfermeira Pruett  |

## Sinopse
Martin Rome, um perigoso assaltante ítalo-americano, foi capturado pela polícia e está em recuperação em um hospital de Nova Iorque por ter sido baleado depois de atirar e matar um policial. Ele recebe a visita da jovem inocente Teena Ricante, uma de suas namoradas, e do advogado corrupto Niles, que lhe faz uma oferta para que assuma a autoria do assassinato de uma idosa que teve as jóias roubadas. Rome se nega e o advogado tenta chantageá-lo ameaçando Teena. A polícia também começa a procurar a moça, depois de descobrir sobre sua visita a Martin, para elucidar a denúncia da participação de uma mulher no caso do roubo de jóias.
Transferido para uma prisão-hospital, Martin consegue fugir com a ajuda do prisioneiro Orvy e vai atrás de Niles, furioso com a ameaça que ele fez a Teena. Em seu encalço está o Tenente Candella, também ítalo-americano e amigo antigo da família Rome.

## Recepção
Quando do lançamento do filme, o New York Times elogiou Cry of the City como (traduções livres e/ou aproximadas) "tenso e sombriamente realista". A resenha elogiou as performances dos atores como "completamente eficaz" e, "Victor Mature, um ator de prováveis talentos limitados, convence satisfatoriamente como um sincero e gentil policial, que não apenas conhece seu ofício mas o tipo de pessoas com quem ele tem que lidar ".
A Revista Variety gostou do filme e escreveu: "Suspense pesado e contundente sobre perseguição da primeira a última linha em Cry of the City. É um excitante filme de ação, credível o suficiente para que se torça a cada ação e tensão da trama. A capacidade de Robert Siodmak de moldar a emoção melodramática dá a plateia um exemplar realístico ".
Os críticos mais recentes também elogiam o filme e o consideram um importante exemplo do gênero "filme noir".   Time Out Film Guide elogiou o realismo e sentimento urbano: "Raramente a crueldade e a miséria urbana são mostradas tão detalhadamente, os vívidos retratos da vida do gueto e a corrupção da justiça desfilam à noite (um rábula verme rastejante; uma monstruosa, sádica massagista; um refugiado praticante de abortos, etc)".